# Трофимов, Владимир Васильевич (Герой Советского Союза)
Влади́мир Васи́льевич Трофи́мов (1925—1944) — Герой Советского Союза, стрелок 1-го стрелкового батальона 1255-го стрелкового полка 379-й стрелковой дивизии 6-й гвардейской армии Второго Прибалтийского фронта, красноармеец.

## Биография
Владимир Трофимов родился 24 апреля 1925 года в селе Угроеды ныне Краснопольского района Сумской области Украины. В 1929 году его семья переехала в Сумы, а в 1936 году — в Изюм Харьковской области, где Владимир после окончания семилетней школы поступил в железнодорожное училище. Летом 1941 года он переехал в Москву и поступил на работу на судостроительный завод, вместе с которым осенью 1941 года эвакуировался в Куйбышев.
В 1943 году призван в Красную армию и после обучения в Куйбышевском пехотном училище был направлен на фронт и воевал на Брянском и Втором Прибалтийском фронтах, был ранен, за участие в боях награждён медалью «За отвагу».
19 января 1944 года во время боя за деревню Батово Новосокольнического района Псковской области Владимир Трофимов поднял в атаку бойцов роты, уничтожил в бою 11 солдат противника, был ранен, но остался в строю. Погиб, заслонив собой от взрыва гранаты командира роты. Владимир Трофимов похоронен в деревне Маево Новосокольнического района. Указом Президиума Верховного Совета СССР от 4 июня 1944 года за исключительное мужество и отвагу, проявленные в боях против немецко-фашистских захватчиков, Владимиру Трофимову было посмертно присвоено звание Героя Советского Союза.

## Награды
Награждён орденом Ленина, медалью «За отвагу».

## Увековечение памяти
Именем Владимира Трофимова названы улицы в Москве, Изюме и посёлке Угроеды Сумской области. Комсомольский билет Владимира Трофимова хранится в Центральном музее Вооружённых Сил РФ. Его именем названо Изюмское профессионально-техническое училище № 24. 7 мая 2007 года на месте гибели Владимира Трофимова открыт памятник.